# Antonio Hodgers
Antonio Hodgers, né le 7 février 1976 à Buenos Aires (originaire de Meyrin), est un homme politique suisse, membre des Verts. 
Il est conseiller d'État du canton de Genève depuis le 10 décembre 2013 et président du Conseil d’État du 13 septembre 2018 au 17 octobre 2020 et du 1er juin 2023 au 31 mai 2024.

## Biographie

### Origines et famille
Antonio Hodgers naît le 7 février 1976 à Buenos Aires, en Argentine. Il est originaire de Meyrin, dans le canton de Genève.
Il est le fils d’un avocat, Héctor Fernández Baños, et de Silvia Hodgers, danseuse et chorégraphe, tous deux opposants marxistes-léninistes à la dictature en Argentine. Son père est tué par la junte peu après la naissance d'Antonio Hodgers et sa mère est torturée. 
Il rejoint la Suisse en novembre 1981, avec sa sœur et sa mère, après avoir transité par l’Italie (1977) et le Mexique (1979). 
Il obtient le statut de réfugié politique en 1983 et se fait naturaliser en 1990.
Il est marié et père de trois enfants, dont un issu d'un premier mariage.

### Formation et carrière professionnelle
Après une maturité de type scientifique au Collège Rousseau, il étudie à l’Institut de hautes études internationales et du développement.
Il lance en 2002 dvdmania.ch, entreprise de location et vente de DVD avec livraison à vélo, puis  Mobilidée sàrl en 2004. Il assure les rôles d’associé-directeur et conseiller en mobilité de ce bureau de conseil en mobilité durable pour collectivités publiques et entreprises privées jusqu’à son accession au Conseil d’État[réf. nécessaire] en décembre 2013.
Antonio Hodgers s’est engagé très jeune dans l’action humanitaire, notamment au sein de nombreuses associations basées à Genève et œuvrant en Amérique latine ou en Bosnie-Herzégovine. En 2009, il se rend à Gaza avec d’autres parlementaires suisses en mission d’observation puis en 2011 en Tunisie lors de la Révolution tunisienne de 2010-2011.

## Parcours politique

### Parlement des jeunes, Grand Conseil et Conseil national
Entre 1993 et 1996, il siège au Parlement des jeunes de Meyrin, assemblée qu’il préside en 1995-1996.
Il adhère aux Verts en 1997.
Entre 1998 et 2006, il préside l’association « J’y vis, J’y vote », qui promeut les droits politiques des étrangers au niveau communal. Il sera aussi responsable des campagnes de votation populaire du 4 mars 2001 et du 24 avril 2005, date à laquelle les étrangers genevois établis depuis 8 ans en Suisse obtiennent le droit de vote communal.[réf. nécessaire]
Il est aussi l’un des initiateurs en 1993 des Noctambus, service de transports de nuit à Genève, dont le réseau de transports s’étend progressivement à l’ensemble des communes genevoises puis au canton de Vaud et à la France voisine. Il siège par ailleurs au sein du conseil d’administration des Transports publics genevois de 1998 à 2008.
En 1997, il est élu au Grand Conseil de la République et canton de Genève (parlement). Il est le benjamin de l'assemblée. Il sera ensuite membre du Bureau (1999 à 2001) puis chef de groupe (2002 et 2003). Entre 2006 et 2008, il préside Les Verts genevois. Il siège au sein du législatif cantonal jusqu’en 2007.
En 2007, il est élu au Conseil national (parlement suisse) puis réélu en 2011, assurant la présidence du groupe parlementaire des Verts de 2010 à son départ du Conseil national en novembre 2013. À Berne, il décide d’apprendre le suisse allemand.
En 2012, après  Micheline Calmy-Rey en 2007 et 2011, Antonio Hodgers est l’une des rares personnalités de Suisse romande à être conviée — sur invitation officielle de Jean-Daniel Gerber, président de la Société suisse d'utilité publique, — à prononcer le discours annuel du 1er août,,, sur la prairie du Grütli, lors de la Fête nationale suisse. 

### Conseil d'État
Le 10 novembre 2013, il est élu au Conseil d'État de la République et canton de Genève. Il démissionne donc du Conseil national, avec effet au 26 novembre 2013.
Il prête serment le 10 décembre 2013 et reprend l'ancien Département de l'urbanisme, recomposé et renommé  Département de l'aménagement, du logement et de l'énergie. Ce dicastère est chargé des domaines touchant à l'aménagement du territoire (de la planification directrice cantonale et régionale aux autorisations de construire), au logement, au patrimoine et à l'énergie. Il chapeaute sur le plan politique les Services industriels de Genève, les Fondations immobilières de droit public et la Fondation pour les terrains industriels de Genève.
Antonio Hodgers est réélu conseiller d'État (en 4e place) le 6 mai 2018. Il conserve la responsabilité du département de l'aménagement, lequel se voit enrichi du volet environnemental. Le 13 septembre 2018, il est provisoirement nommé président du Conseil d’État en remplacement de Pierre Maudet, sous le coup d'une procédure pénale. Il est nommé président permanent le 23 janvier 2019.
En 2021, sur son initiative, le gouvernement genevois présente un plan climat visant une réduction des émissions de gaz à effet de serre de 60 % pour 2030 et la neutralité carbone pour 2050. Il est jugé l’un des plus ambitieux de Suisse.
Antonio Hodgers est réélu conseiller d'État (en 4e place) le 30 avril 2023. Il accède pour la seconde fois à la présidence du gouvernement, pour la période 2023-2024. C'est à lui que revient à ce titre de prononcer le traditionnel discours de Saint-Pierre, dans lequel le collège présente ses objectifs pour la nouvelle législature, lors de l'investiture du nouveau Conseil d’État le 1er juin 2023.
Le 7 mai 2025, il annonce sa démission pour l'automne. 

### Positionnements
- En mars 2010, il publie une tribune dans l'hebdomadaire NZZ am Sonntag, où il affirme que le renforcement du suisse allemand pose un problème[28], ce qui crée une petite polémique[29].

- Alors que les députés du Grand Conseil genevois votent un moratoire sur l'introduction de la téléphonie 5G sur le territoire du canton, Antonio Hodgers déclare qu'il est prématuré de voter une restriction préventive et qu'un renvoi en commission permettrait une approche plus scientifique[30].

- Contrairement au mot d'ordre de son parti, Antonio Hodgers soutient le vote en faveur de la réforme de la fiscalité des entreprises[31].

- En 2019, dans le cadre d’un entretien pour le journal en ligne Global Geneva, il s’exprime entre autres sur l'argent : « Un indice du bonheur peut faire réfléchir sur une manière de voir la société différemment, de faire en sorte qu’elle soit moins matérialiste et plus centrée sur les valeurs immatérielles que sont la culture, le partage, la solidarité », et sur la perte de confiance des électeurs envers les élus : « L’une des conséquences est que les gens finissent par élire des populistes. Des personnalités qui (sont) contre la migration, contre les étrangers au sens large, et qui mettent les enjeux de sécurité au cœur du problème. Tout le monde est en faveur de la sécurité, mais la sécurité est, pour chaque pays, une construction complexe. Les phénomènes migratoires et les questions liées à l’environnement sont aussi complexes. Un des rôles d’une personnalité politique est d’expliquer la complexité de ces thèmes à la population »[9].

## Publications
- Antonio Hodgers, Sophie Balbo et Pierre-Alain Tschudi (préfacier), Fils : biographies de Silvia et Antonio Hodgers, Vevey, éditions de l'Aire, 2013, 178 p. (ISBN 9782940478866, présentation en ligne).  Écrit par Antonio Hodgers et par sa femme Sophie Balbo, l’ouvrage raconte la vie de Sylvia Hodgers (la mère d’Antonio, sous la plume de Sophie) et celle d’Antonio Hodgers (par lui-même)[32],[4].
- Antonio Hodgers, Manifeste pour une écologie de l'espoir, Georg éditeur, coll. « Kraft », 2023, 40 p. (ISBN 9782825713129, présentation en ligne)[33]. Préfacé par l’académicien Erik Orsenna, l'ouvrage évoque la nécessité de rendre le chemin de la transition écologique désirable[34].